# Gmina Žibřidovice
Gmina Žibřidovice (polsky Gmina Zebrzydowice) je gmina v jižním Polsku ve Slezském vojvodství v okrese Těšín přímo u českých hranic. Skládá se ze čtyř vesnic:
- Horní Marklovice (Marklowice Górne) – 1 094 obyvatel, rozloha 4,64 km²
- Kačice (Kaczyce) – 3 173 obyvatel, rozloha 9,27 km²
- Malé Kunčice (Kończyce Małe) – 3 327 obyvatel, rozloha 11,94 km²
- Žibřidovice (Zebrzydowice) – 5 368 obyvatel, rozloha 15,59 km²
  - rozdělené na dvě starostenství: Dolní Žibřidovice (Zebrzydowice Dolne) a Horní Žibřidovice (Zebrzydowice Górne)

Dohromady má celá gmina rozlohu 41,4 km² (5,7 % území okresu) a podle sčítání lidu v roce 2011 zde žilo 13 237 obyvatel (7,5 % obyvatelstva okresu).
Sousedí na západě s městem Karviná a Petrovicemi u Karviné, na severu s městem Jastrzębie-Zdrój a gminou Pawłowice, na východě s gminou Strumeň a na jihu s gminou Hažlach.
Gmina leží na území Těšínského Slezska, její severní hranice je zároveň historickou rakousko-pruskou hranicí. Geomorfologicky se nachází v Ostravské pánvi, do obce Kačice přesahují černouhelná ložiska z ostravsko-karvinského revíru, do roku 1998 se tam se nacházel důl Morcinek. Území gminy patří k rybníkářské oblasti zvané Žabí kraj a četné rybníky jsou neodmyslitelným prvkem místní krajiny. Nádraží Žibřidovice je významnou stanici v mezinárodní železniční dopravě.